# Albert Vollrat
Albert Vollrat (ur. 8 października?/21 października 1903 w Tallinnie, zm. 10 kwietnia 1978 tamże) – estoński piłkarz i trener piłkarski.

## Kariera piłkarska

### Kariera klubowa
W 1919 rozpoczął karierę piłkarską w klubie Tallinna Sport. W 1923 przeszedł do Spartaka Tallinn. W 1927 występował w Ferencvárosi.

## Kariera trenerska
Od 1926 do 1927 pracował w Tallinna Sport jako masażysta i asystent trenera Antal Mally. W latach 1927–1928 pracował jako masażysta i asystent trenera w węgierskim Ferencvárosi. Pracował jako masażysta węgierskiej reprezentacji na Igrzyskach Olimpijskich w Amsterdamie. W latach 1928–1931 był asystentem trenera w hiszpańskim CE Europa z Barcelony.
W 1932 roku stał się pierwszym estońskim selekcjonerem reprezentację Estonii, do tego czasu trenowali obcokrajowcy. Pod jego kierownictwem reprezentacja rozegrała siedem spotkań, w których wygrała jeden i przegrała sześć meczów.
W sezonie 1932/33 był jednym z asystentów trenera w londyńskim Arsenal F.C., klub zdobył mistrzostwo Anglii. Od 1933 do 1945 z przerwami trenował kluby Tallinna Puhkekodu, Pärnu Tervis i Spartak Tallinn. Po powrocie do Estonii prowadził również biznes w branży hotelarskiej, ale po okupacji radzieckiej w 1940 jego nieruchomość została upaństwowiona.
Od 1945 do 1947 zajmował stanowisko głównego trenera Spartaka Moskwa. W latach 1948–1951 prowadził Tallinna Kalev.

## Sukcesy i odznaczenia

### Sukcesy trenerskie
- zdobywca Pucharu ZSRR: 1946, 1947